# Cerfennia erosipennis
Cerfennia erosipennis är en insektsart som först beskrevs av Stsl 1858.  Cerfennia erosipennis ingår i släktet Cerfennia och familjen Flatidae. Inga underarter finns listade i Catalogue of Life.